# L'Enjeu (film, 1998)
Pour les articles homonymes, voir L'Enjeu et Dernier Recours.
Pour plus de détails, voir Fiche technique et Distribution.
L'Enjeu ou Dernier Recours au Québec (Desperate Measures) est un film américain réalisé par Barbet Schroeder et sorti en 1998.

## Synopsis
Frank Conner est un officier de la police de San Francisco. Veuf, il élève seul son fils, Matt. Ce dernier est atteint de leucémie. Une greffe de moelle osseuse est sa seule chance de survie. Selon les données informatiques du FBI, l'unique personne pouvant le sauver est Peter McCabe, un tueur en série incarcéré à vie pour plusieurs meurtres à la prison d'État de Pelican Bay. D'abord réticent, McCabe finit par accepter. Mais il parvient cependant à s'échapper au cours de l'opération à l'hôpital. Sachant l'important danger que présente McCabe pour la population, Frank se retrouve alors partagé entre son intérêt personnel et l'intérêt collectif. Le père de famille est néanmoins prêt à tout pour sauver son fils.

## Fiche technique
- Titre français : L'Enjeu
- Titre québécois : Dernier Recours
- Titre original : Desperate Measures
- Réalisation : Barbet Schroeder
- Scénario : David Klass
- Musique : Trevor Jones
- Costumes : Gary Jones
- Montage : Lee Percy
- Décors : Geoffrey Kirkland (en)
- Photographie : Luciano Tovoli
- Production : Gary Foster, Barbet Schroeder, Lee Rich et Susan Hoffman
- Effets spéciaux : Boss Film Studios
- Sociétés de production : TriStar, Eaglepoint et Mandalay Entertainment
- Sociétés de distribution : TriStar (États-Unis), UGC Fox Distribution (France)
- Budget : 50 millions de dollars
- Pays de production :  États-Unis
- Langue originale : anglais
- Format : couleur -
- Genre : thriller, policier
- Durée : 96 minutes
- Dates de sortie :
  - Canada et États-Unis : 30 janvier 1998
  - France : 11 mars 1998

## Distribution
- Michael Keaton (VF : Michel Vigné ; VQ : Éric Gaudry) : Peter McCabe
- Andy Garcia (VF : Pierre Baux ; VQ : Jean-Luc Montminy) : Frank Conner
- Brian Cox (VF : Jo Doumerg ; VQ : Raymond Bouchard) : le capitaine Jeremiah Cassidy
- Marcia Gay Harden (VF : Laure Sabardin) : le docteur Samantha Hawkins
- Erik King (VQ : François L'Écuyer) : Nate Oliver
- Joseph Cross (VQ : Lawrence Arcouette) : Matthew Conner
- Richard Riehle (VF : Jean-Michel Farcy ; VQ : Yves Massicotte) : Ed Fayne

Source doublage : VQ

## Production
Michael Bay devait initialement réaliser le film avant de quitter le projet pour tourner Rock.
Le tournage a lieu de juillet à décembre 1996. Il se déroule en Californie (aéroport international de San Bernardino, Fresno, San Francisco), à Pittsburgh et au Québec.

## Accueil
Le film est un échec commercial, rapportant environ 18 282 000 $ au box-office mondial, dont 13 806 000 $ en Amérique du Nord. En France, il a réalisé 298 903 entrées.
Il a reçu un accueil critique défavorable, recueillant 17 % de critiques positives, avec une note moyenne de 4/10 et sur la base de 30 critiques collectées, sur le site agrégateur de critiques Rotten Tomatoes.

## Distinction
Andy Garcia obtient l'ALMA Award du meilleur acteur dans un rôle crossover.

## Commentaire
La chanson de Creedence Clearwater Revival, Proud Mary (Rouler sur la rivière) est jouée à deux reprises (lors de la fuite en voiture et dans le générique de fin).